# Speisereste
Als Speisereste oder Essensreste bezeichnet man Reste von Lebensmitteln, die für den menschlichen Verzehr vorgesehen waren und bei der Zubereitung oder nach dem Servieren übrig geblieben sind. Speisereste sind nach dem Abfallrecht ein Wertstoff. Die systematische Vernichtung großer Teile der zur Ernährung hergestellten Nahrungsmittel wird als Lebensmittelverschwendung bezeichnet.

## Weiterverarbeitung

### Kleinmengen
In Einzelhaushalten werden Lebensmittel, die bei der Zubereitung oder nach dem Servieren absichtlich oder unabsichtlich übrig geblieben sind, häufig bei darauf folgenden Mahlzeiten verzehrt. So findet man zum Beispiel im „Dr. Oetkers Schulkochbuch“ von 1920 unter dem Kapitel „Die Verwendung von Speiseresten“ die Anmerkung, dass sich Reste, die sich nie ganz vermeiden lassen, in den meisten Haushalten wieder aufgewärmt werden.
Andererseits können Reste auch verwendet werden, um neue Hauptmahlzeiten an darauffolgenden Tagen zuzubereiten. Im deutschsprachigen Raum gibt es spezielle Rezepte, die Speisereste einer bestimmten Sorte oder auch allgemein als Zutat oder Bestandteil eines Gerichts voraussetzen. Den Verzehr und die Aufbereitung von Gerichten, deren Zutaten ganz oder teilweise von vorangegangenen Mahlzeiten stammen, bezeichnet man als Resteessen.
In Restaurants werden nicht verzehrte Teile einer Mahlzeit den Gästen auf Wunsch zum Mitnehmen nach Hause in einen „Doggybag“ eingepackt.
In Teilen Deutschlands werden Speisereste und verrottbare Abfälle aus Privathaushalten mit einer Biotonne entsorgt und der Kompostierung und/oder der Energiegewinnung zugeführt.

### Großmengen
In großen Mengen fallen Speisereste beispielsweise in Krankenhäusern, Gaststätten, Hotels, Kantinen, Supermärkten und in der Lebensmittelindustrie an. Übriggebliebene, aber noch nicht angebrochene Speisen werden oft zur Versorgung von Obdachlosen verwendet, zum Beispiel von der Caritas oder der Tafel.
Ansonsten wurden sie oft gesammelt und in Aufbereitungsanlagen zu Tierfutter weiterverarbeitet.
In Deutschland war die Verfütterung an Tiere jedoch nur bis zum 31. Oktober 2006 erlaubt. Als Alternative können Speisereste nach einer Hygienisierung als Ko-Substrat für Biogasanlagen genutzt werden.

## Lebensmittelsicherheit und Hygiene
Dauer und Art der Aufbewahrung von Speiseresten zur Wiederverwendung sind Gegenstand zahlreicher bakteriologischer Untersuchungen. Nach den Richtlinien der American Dietetic Association zur Haltbarkeit von Speiseresten können bei einer Temperatur von 4 °C oder niedriger frisch gekochtes Gemüse und Suppen zwischen drei und vier Tagen, gekochtes oder gebratenes Fleisch zwischen ein und fünf Tagen und gekochte oder gebratene Fischgerichte zwischen ein und zwei Tagen aufbewahrt werden.
Um bei der Verfütterung an Tiere eine Verbreitung von Tierseuchen auszuschließen, ist in der EU außer im privaten Bereich die Verfütterung von Speiseresten verboten. Zur Aufbereitung von Abfällen der Lebensmittelherstellung ist ansonsten je nach Zusammensetzung eine Hygienisierung bei einer Temperatur von 90 °C für eine Stunde oder eine Sterilisation bei 133 °C und einem Druck von 3 bar für 20 Minuten gesetzlich vorgeschrieben.